# Karin Komljanec
Karin Komljanec, slovenska igralka, * 25. junij 1974, Ljubljana.
Hodila je na Gimnazijo Bežigrad. Leta 1999 je diplomirala iz igre na AGRFT in še istega leta postala članica MGL. V MGL je odigrala številne vloge. Bila je Catherine v Spominu vode Shelagh Stephenson (r. Zvone Šedlbauer), Ninuccia v Božiču pri Cupiellovih Eduarda De Filippa (r. Mario Uršič), Ona v uprizoritvi Spet ta nedelja! Tene Štivičić (r. Miha Golob), Adela v Domu Bernarde Alba Federica Garcíe Lorce (r. Boris Kobal). V več vlogah je nastopila v uspešnici Vse o ženskah Mira Gavrana (r. Barbara Hieng Samobor). Bila je Divja Greta in Angie v Puncah in pol Caryl Churchill (r. Jaka Andrej Vojevec), Mae v Mački na vroči pločevinasti strehi Tennesseeja Williamsa (r. Ivica Buljan), Administratorka v Zlatih čeveljčkih Dominika Smoleta (r. Anja Suša), ta jeznorita v uprizoritvi sedem kuharic, štirje soldati in tri sofije Simone Semenič (r. Diego de Brea), Léonie v Strašnih starših Jeana Cocteauja (r. Alen Jelen), Anja v Kresnicah Tene Štivičić (r. Nina Rajić Kranjac), Clarissa v uprizoritvi Ure, dnevi, čas Anje Krušnik Cirnski (r. Mojca Madon), Rabelj v Turandot Jere Ivanc in Larna Poliča Zdraviča (r. Jana Menger) …Nastopila je v več kratkih in celovečernih filmih ter serijah. Njen partner je dramatik Nebojša Pop-Tasić. Nastopa tako na televiziji kot tudi na odru.

## Filmografija
- Za hribom (2021-2022, Voyo humoristična serija)
- V imenu ljudstva (2020-2022, TV nadaljevanka)
- Gorske sanje (2018, TV nadaljevanka)
- Ena žlahtna štorija (2017, TV nadaljevanka)
- Mame (2017, TV nadaljevanka)
- Česnovi (2017, TV nadaljevanka)
- Usodno vino (2016, TV nadaljevanka)
- Nočna ptica (2016, kratki animirani film)
- Mamin dan  (2014, TV nadaljevanka)
- Nova dvajseta (2013, TV nadaljevanka)
- Vaje v objemu (2012, celovečerni igrani film)
- Messi se je poškodoval (2012, kratki igrani film)
- Moji, tvoji, najini (2011-2012, družinska nanizanka)
- Igra s pari (2009, celovečerni igrani TV film)
- Estrellita - Pesem za domov (2006, celovečerni igrani film)
- En dan resnice (2006, srednjemetražni igrani film)
- Gverilci (2006, srednjemetražni igrani TV film)
- Angoraangora (2005, študijski igrani film)
- Novi svet (2003, TV nadaljevanka)
- Na planincah  (2003, celovečerni igrani film)
- Orgazmus (2002, študijski igrani film)
- Žile (2000, študijski igrani film)
- Temni angeli usode (1999, celovečerni igrani film)
- Deklica s frnikulami (1998, kratki dokumentarno-igrani film)
- Triptih Agate Schwarzkobler (1997, celovečerni igrani TV film)

## Nagrade
- 1997 – Dnevnikova nagrada za vlogo Pam v Rešenih E. Bonda, MGL[2]